# 요제프 폰 프라운호퍼
요제프 폰 프라운호퍼(Joseph Ritter von Fraunhofer, 1787년 3월 6일 ~ 1826년 6월 7일)는 독일의 물리학자이다. 광학 기계를 제작한 외에 광학과 수학을 홀로 공부하여 태양과 별의 스펙트럼을 연구하였다. 여러 가지 유리의 굴절률을 연구하던 중 나트륨 스펙트럼 D를 발견하였다. 1814년 태양의 스펙트럼에서 324개의 검은 선을 발견하였다. 이 선을 '프라운호퍼 선'이라 한다. 또, 처음으로 회절 현상을 연구하여 빛의 파장을 계산해 냈다.

## 생애
프라운호퍼는 1787년 유리직공인 아버지 프란츠 하비에르 프라운호퍼의 밑에서 11명의 자식 중 막내 아들로 태어났다. 11살이 되던 해 부모를 잃고 뮌헨에 있는 유리 장인의 도제로 들어간다. 17세 되던 해인 1801년에는 작업장이 붕괴해 프라운호퍼는 잔해에 깔리는 사고도 겪는다. 막시밀리안 1세 요제프가 구조작업을 지휘할 정도로 프라운호퍼의 구조작업이 대대적으로 보도되었다.
막시밀리안은 당시 사고현장에 있던 요제프 우츠슈나이더를 통해 하사금을 전달했고, 우츠슈나이더의 도움 아래 프라운호퍼는 자신이 하던 일에 대한 공부를 이어나갈 수 있었다. 우츠슈나이더는 1806년에 자신이 일하던 베네딕도회 수도원에 프라운호퍼를 데리고 간다. 프라운호퍼는 거기서 정밀한 유리세공기술을 익히고, 빛의 분산을 정밀하게 측정하는 방법도 알게 된다.
당시에는 정밀한 구형 렌즈 제작 기술이 충분히 발달하지 않았다. 프라운호퍼는 유리를 정밀하게 세공하는 기계를 발명해 대물렌즈 등의 광학 기구에 사용되는 유리 제작 기술을 혁신한다. 프라운호퍼는 본인이 발명한 새로운 광학기기로 태양 스펙트럼을 관측하여 324개의 검은 선이 있다는 사실을 최초로 발견한다. 이후 이 선에 ‘프라운호퍼 선’이라는 이름이 붙여졌다.
별빛의 분광학적 분석을 가능하게 한 공로로 1822년에는 명예박사학위를 취득하고, 이듬해 1823년에는 교수직위를, 1824년에는 기사 작위까지 받는다. 그러나 유리 세공 과정에서 다량의 중금속 증기에 노출된 탓에 그로부터 2년 뒤인 1826년 사망한다. 무덤엔 “그는 우리를 별에 더 가깝게 이끌었다”고 적혀있다.